# Wijnandsrade

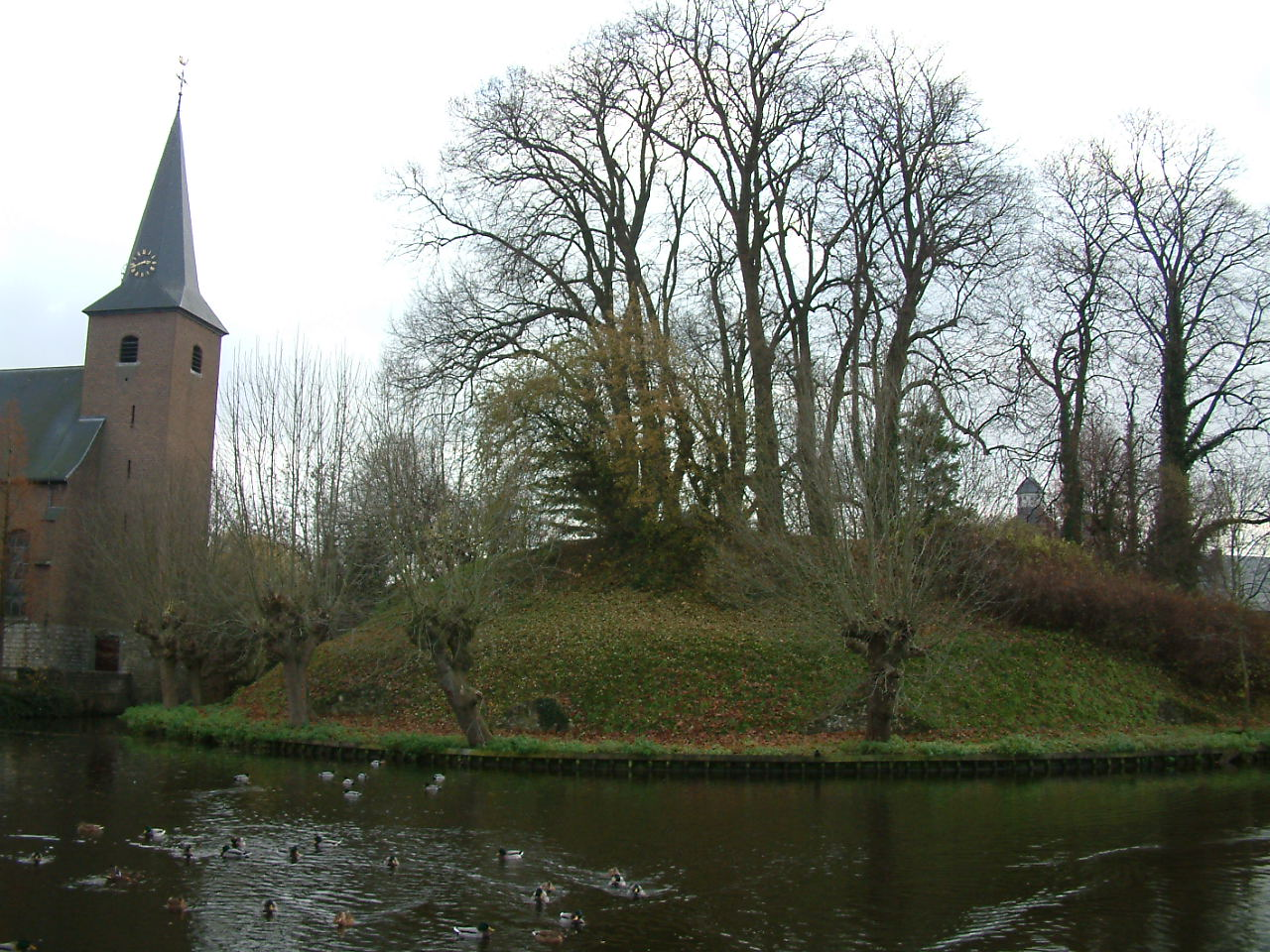
Motte van de vroegere burcht Wijnandsrade. Links de R.K. Sint-Stefanuskerk en rechts nog net zichtbaar het torentje op het poortgebouw van het huidige kasteel

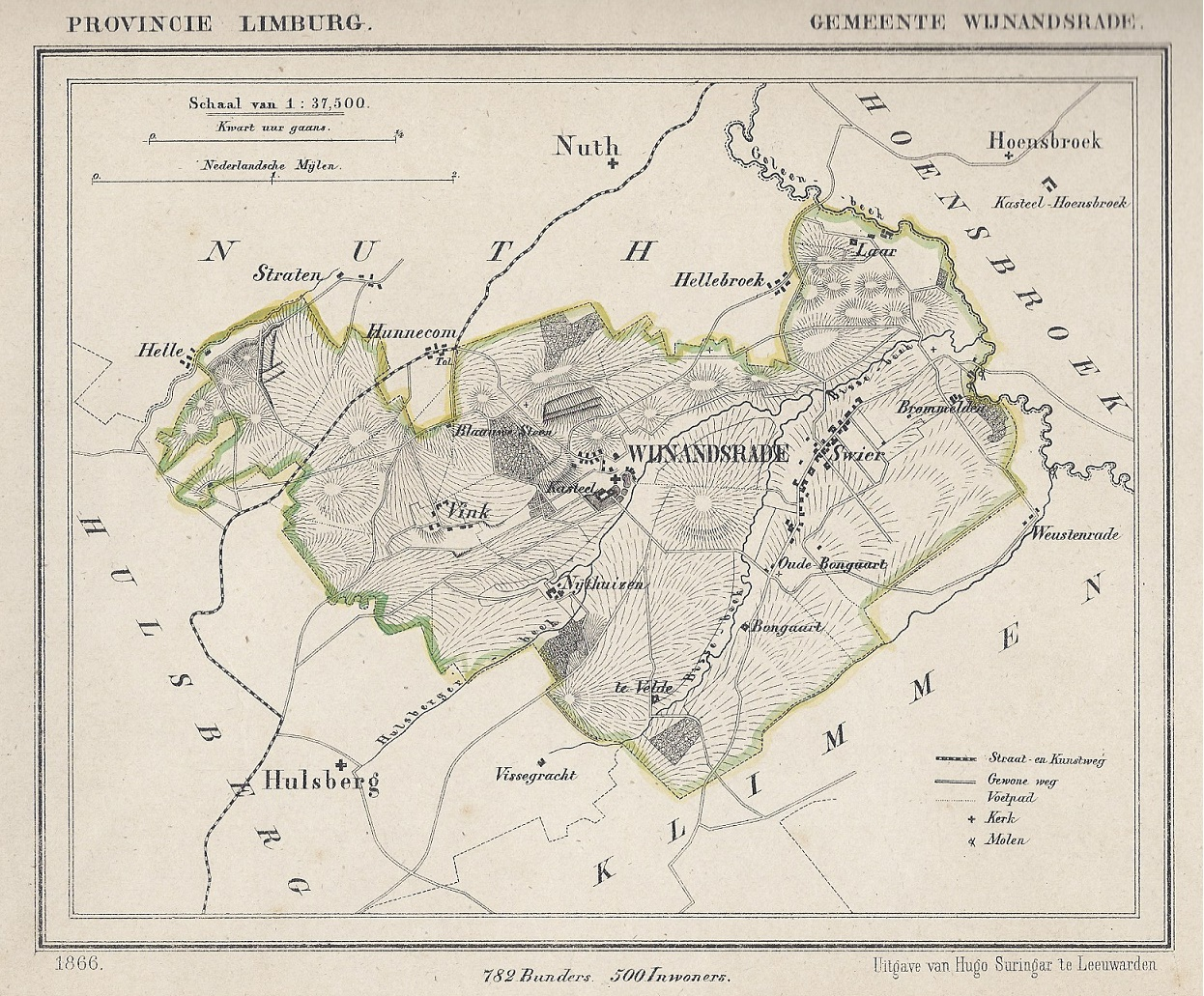
Kaart van de gemeente Wijnandsrade in 1866

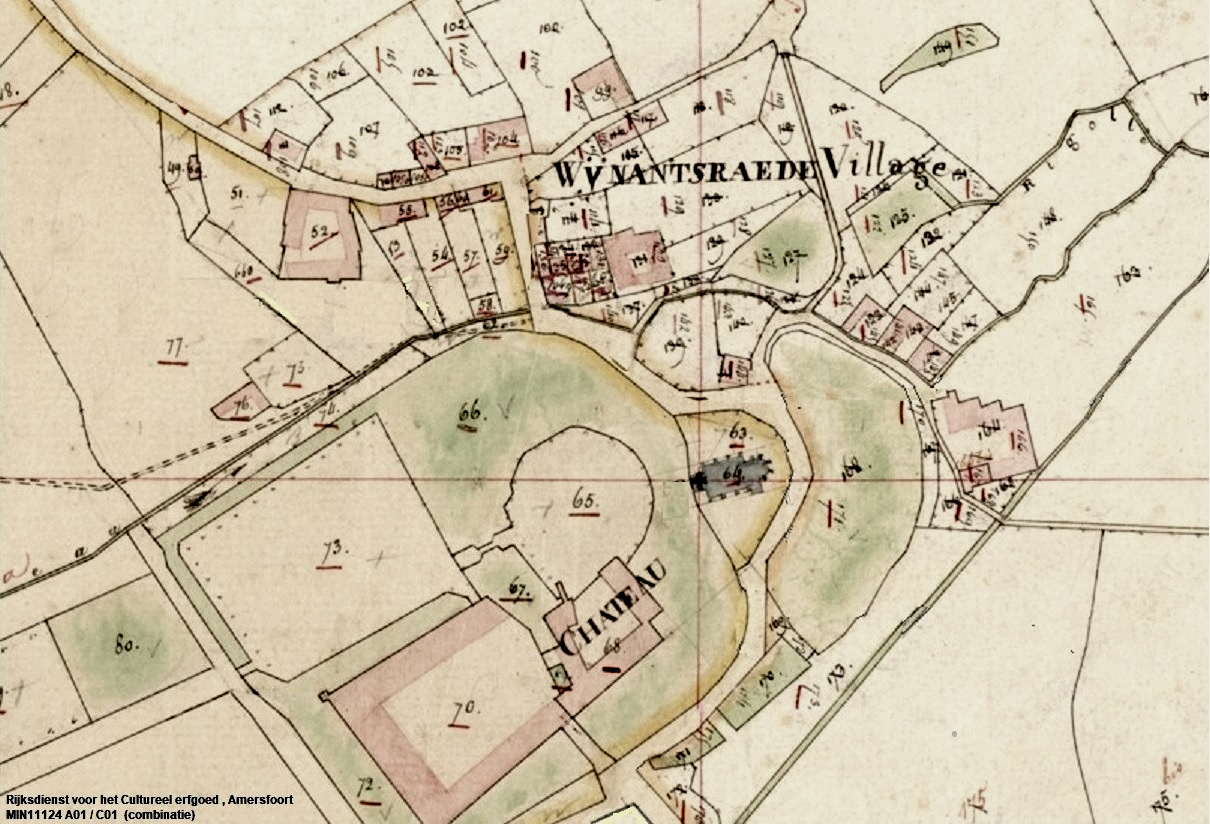
Kadasterkaart, indeling in percelen (minutenplan), dorpskern Wijnandsrade 1823

Wijnandsrade (Limburgs: Wienesrao) is een dorp in Nederlands-Limburg. Tot 1982 was het een zelfstandige gemeente, die bestond uit het dorp Wijnandsrade en de buurtschappen Brommelen, Swier, Laar, Hellebroek en Vink. Bij de gemeentelijke herindeling van 1982 is het dorp opgegaan in de gemeente Nuth. Sinds 1 januari 2019 behoort het dorp, na de fusie van de voormalige gemeenten Onderbanken, Nuth en Schinnen tot de gemeente Beekdaelen. Op 1 januari 2023 bedroeg het aantal inwoners 1.620.

## Geografie
Wijnandsrade ligt ten westen van Heerlen en wordt omringd door de kerkdorpen Nuth en Hulsberg en de buurtschappen Aalbeek en Weustenrade. Het is gesitueerd op de helling in de overgang van het Centraal Plateau naar de Geleenbeekdal en het Bekken van Heerlen. Door het hoogteverschil stromen de Wijnandsraderbeek, de Hulsbergerbeek, de Bissebeek van het plateau door en langs het dorp naar het lagergelegen bekken, waarbij de Wijnandsraderbeek eerst in de Hulsbergerbeek uitmondt en die laatste vervolgens weer uitstroomt in de Bissebeek. Het dorp ligt op het laagst gelegen punt zo'n 83 meter boven NAP. Het wordt gekenmerkt door zijn terrasvormige bebouwing, waarbij het hoogste punt gelegen is op 120 meter boven NAP.

## Geschiedenis en herkomst
Het dorp ontleent zijn naam aan de ridder Winand Maschereil en een oud woord voor ontginning, te weten rade (ook wel: rhode of rode, dat is afgeleid van het werkwoord rooien). De plaats werd ook wel rode of
Herwinandsrode genoemd. In de 12e eeuw kregen ridders vanuit Schinnen dit gebied in leen en door huwelijken en dapperheid in de strijd wisten zij hun aanzien te vergroten. Door huwelijk kwam de heerschappij bij de familie
Mascherel en sinds 1615 bij Von dem Bongart.
De naam Wijnandsrade verwijst naar ontbossing om het landbouwareaal te vergroten. De voornaamste grondsoort is löss en dat is erg vruchtbaar. Het drieslagstelsel in de landbouw werd in deze regio tussen de 9e en 12e eeuw grootscheeps ingevoerd. Akkerbouw was ook eeuwenlang het voornaamste middel van bestaan. De opbrengst van de pachtboerderijen ging naar de Heer van Wijnandsrade, die afwisselend woonde op het kasteel van Wijnandsrade of in Paffendorf in het Rijnland. Keizer Ferdinand II verhief Wilhelm von dem Bongart en zijn vader Werner in 1629 in de Reichsfreiherrenstand. Deze titel was erfelijk. Wilhelm zou op 17 september 1631 tijdens de Dertigjarige Oorlog als kolonel van een regiment van 1000 kurassiers sneuvelen. Een monument in de kerk van Wijnandsrade houdt zijn nagedachtenis in ere. Latere Heren van Wijnandsrade wisten hun positie door politieke activiteiten te vergroten. Dat leidde er onder andere toe dat in 1702 de Heerlijkheid Wijnandsrade enige tijd werd geconfisqueerd door de hertog van Marlborough en baron Philipp von dem Bongart moest uitwijken. De bevolking had erg te lijden van de oorlog door plundering en inkwartiering en verkeerde in armoede. Pas onder baron Clemens von dem Bongart werd de rust hersteld.
Tot de Franse tijd was Wijnandsrade een vrije rijksheerlijkheid en behoorde achtereenvolgens tot het Spaanse en later Oostenrijkse Land van Valkenburg.
Vanaf 1794 werd Wijnandsrade een gemeente in het departement Nedermaas. Van 1815-1982 was Wijnandsrade een zelfstandige Nederlandse gemeente in de provincie Limburg. In de jaren 1830-1839 behoorde het tot het Koninkrijk der Belgen, maar werd bij het Verdrag van Londen (1839) weer bij Nederland teruggebracht. Van 1982-2018 maakte het onderdeel uit van de gemeente Nuth en sinds 2019 van de gemeente Beekdaelen.
Tot Wijnandsrade worden ook de buurtschappen Swier, Vink, Brommelen, Laar en Aalbeek (gedeeltelijk) gerekend.
Oorspronkelijk was de buurtschap Swier groter dan Wijnandsrade, maar dat is in de 20e eeuw veranderd door veel nieuwbouw in de hoofdkern.
Wijnandsrade stond ook bekend om de wegraces die gehouden werden in het verleden. In de tijdsperiode van 1972 tot en met 1980 werden hier 11 races gereden en meerdere trainingen. Dit werd georganiseerd in samenwerking met de Nederlandse Motorsport Bond. De races werden goed bezocht en hadden toeschouwersaantallen die tot de 10.000 konden oplopen. Men kwam van heinde en verre om de race te kijken of er aan deel te nemen. De races werden verreden op het Allee-circuit. De start-finish van het circuit lag in Swier en liep via de Bongard door het heuvelige landschap naar Wijnandsrade waar het de dorpskern van Wijnandsrade met haar kerk en kasteel passeerde om vervolgens weer richting Swier te gaan. In totaal had het circuit een lengte van ongeveer 2,5 kilometer en telde 11 bochten. Door de droomachtige omgeving noemde Maan Coumans (Bestuur N.M.B) het Allee-circuit het mooiste circuit van heel Limburg. In de laatste paar jaren liep het niet goed af met de wegraces in Wijnandsrade. 1977 en 1980 waren rampjaren voor Wijnandsrade, dit omdat er in deze jaren dodelijke ongevallen hadden plaatsgevonden. Dit was dan ook de reden dat de organisatie in 1980 had besloten om voorgoed te stoppen met de wegraces in Wijnansrade.

## Bezienswaardigheden
Het beeld van Wijnandsrade wordt bepaald door kasteel Wijnandsrade met kasteelhoeve, Allee en een mottekasteel, de Sint-Stefanuskerk, en onderhouden vijverpartijen daar omheen.

### Motte
De eerste ridderbehuizing moet hebben gestaan op de motte, die toen geheel omzoomd was door vijvers. Na de uitvinding van het buskruit was de motte echter niet langer verdedigbaar en werd daarom aan de voet van de motte een versterkt kasteel gebouwd. Daarvan is het oudste gedeelte als het huidige kasteel Wijnandsrade intact gebleven.

### Kasteel
De bouw van het oorspronkelijke kasteel vond plaats in de jaren 1554-1563. Het kasteel en borchhof zijn vervolgens tussen 1717 en 1719 ingrijpend verbouwd door Freiherr (baron) Joseph Clemens von dem Bongart. De langgerekte voorgevel stamt nog uit die tijd. In 1775 volgde daarna nog een verbouwing.
Van 1872 tot 1910 was op het kasteel een seminarie van de Duitse Jezuïetenorde gevestigd, die wegens de Kulturkampf het Duitse Rijk moest ontvluchten. De vestiging in Wijnandsrade stond onder leiding van pater Wilhelm Eberschweiler, die voorgedragen is om door de Rooms-Katholieke kerk voor zijn werk zalig verklaard te worden. Een andere bekende bewoner was pater Erich Wasmann, die een mierencollectie bijeenbracht die wereldberoemd is geworden. Later was van 1928 tot 1967 een seminarie van de paters Minderbroeders-Conventuelen op het kasteel gevestigd, dat achtereenvolgens onder leiding stond van de paters Carolus Hoyng en Willibrord Lendemeijer.
Het kasteel en de hoeve zijn in de jaren 1980-1992 ingrijpend verbouwd en gerestaureerd. Zij zijn verworven en in het
bezit van de Stichting tot behoud van Kasteel Wijnandsrade.

### Kerk
De rooms-katholieke Sint-Stefanuskerk heeft als patroon de heilige Stefanus. Ze werd voor het eerst genoemd in 1307 onder de statuten van het Concilie van Susteren. Het kerkgebouw werd in de Tweede Wereldoorlog (februari 1943) door een
tijdbom zwaar beschadigd, maar is in 1947 in dezelfde stijl weer opgebouwd en in richting van kasteel en motte uitgebreid met twee traveeën. Twee oude kerkklokken overleefden de ontploffing en werden voor de bezetter verborgen gehouden door ze te laten onderduiken in de vijver.

### Verder
Omstreeks 1870 is er een monumentaal landhuis bij Niethuizen gebouwd dat sinds 1997 de status heeft van rijksmonument. Het huis heeft een aantal bijzondere exterieur- en intereurkenmerken. Het landgoed wordt vanaf de 12e en 13e eeuw genoemd. De huidige hoeve is grotendeels tot stand gekomen in de 18e eeuw, maar er zijn nog onderdelen aanwezig uit de vroege 17e eeuw. Het landgoed komt onder diverse namen voor op kadastrale kaarten: onder andere als 'Nitersen' op de tranchotkaart en als 'Niethuysen' op de kadastrale kaarten van Wijnandsraede uit 1823 met benoeming van alle bijbehorende percelen. Dit duidt op het belang van deze hoeve in het verleden.

Verder zijn er onder andere te Swier enkele bijzondere boerderijen, zoals oude en nieuwe Bongart, die ook de monumentale status hebben.

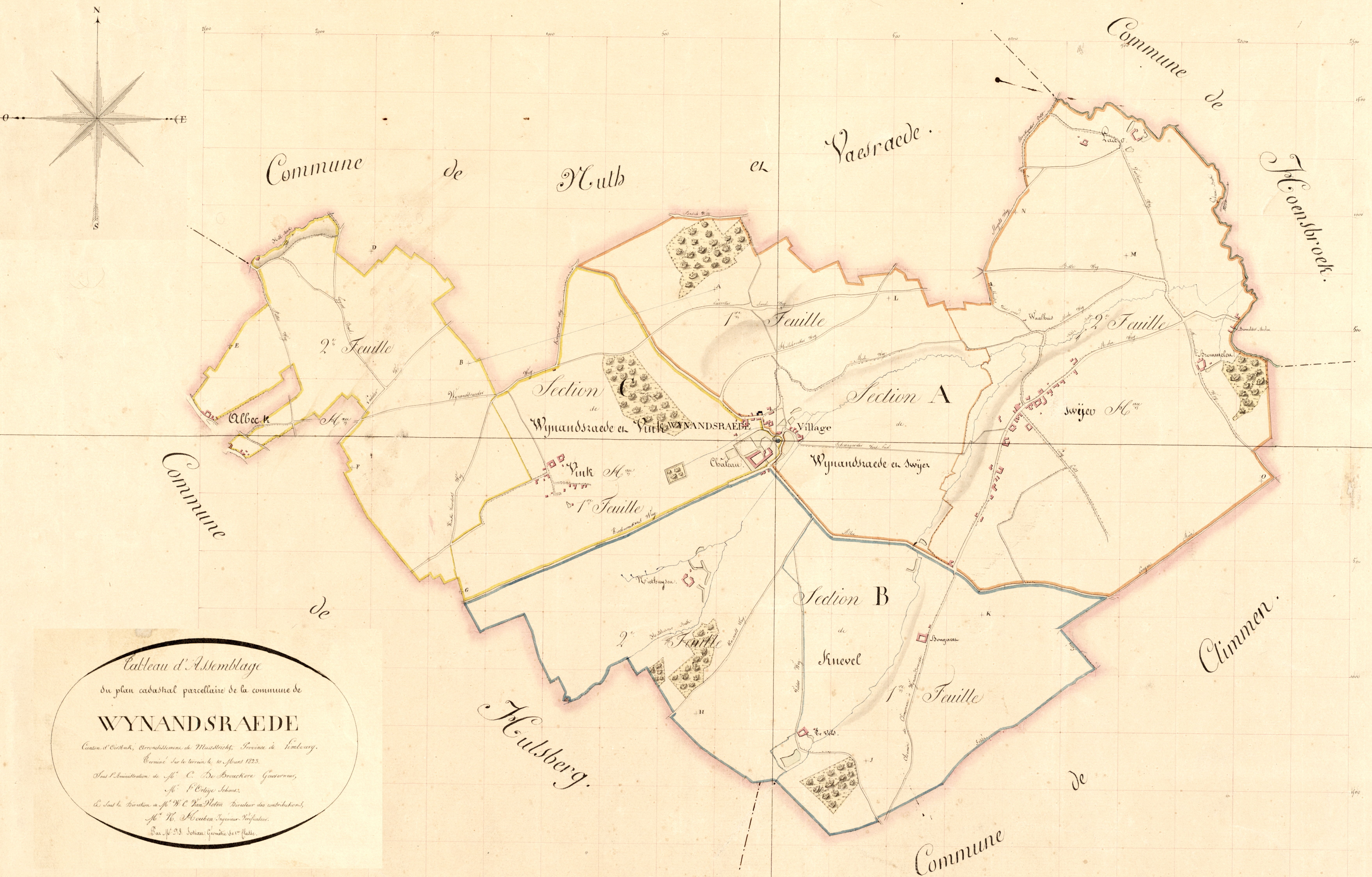
Kadastrale overzichtskaart 1823 nr.MIN11124VK1

In Vink staat de Onze-Lieve-Vrouw-van-Altijddurende-Bijstandkapel, in Swier de Sint-Isidoruskapel en aan de rand van Wijnandsrade de Sint-Stefanuskapel. Ook is er in Wijnandsrade de oudste Lourdesgrot van Nederland te vinden, gelegen tegen de motte aan.
In het dorp staat het Sint-Barbarabeeld dat verwijst naar het mijnverleden van de regio.

## Verenigingen
Wijnandsrade kent net als elders in het overwegend katholieke Limburg een rijk verenigingsleven. Zo zijn er het gemengde kerkelijke zangkoor St. Caecilia (opgericht in 1863) en de koninklijk erkende fanfare St. Caecilia (1892). Het dorp heeft ook diverse sportverenigingen, waaronder de voetbalclub R.K.V.V. Wijnandia (1949), de tennisvereniging LTC Wijnandsrade en de handbalvereniging Wijnandia. Ook heeft het dorp een heemkundevereniging namens Vrienden van Wijnandsrade (1981).

## Geboren in Wijnandsrade
- Wilhelm von dem Bongart (1594-1631), Heer van Wijnandsrade, Moerstorf, Veltz, Beffort, Vrijheer te Leuth en Rijckholt, Erfkamerheer van Luxemburg en het graafschap Chiny en kolonel in het leger van Graaf Tilly. Gesneuveld in Leipzig.
- Joannes Quix (1709-1773), Prior van de Orde van het H. Kruis te Dolhain.
- Michaël Quix (1758-1828), Kanunnik van St. Georgius te Keulen.
- Marcia Luyten (1971), econoom, journaliste en televisiepresentatrice.

## Galerij

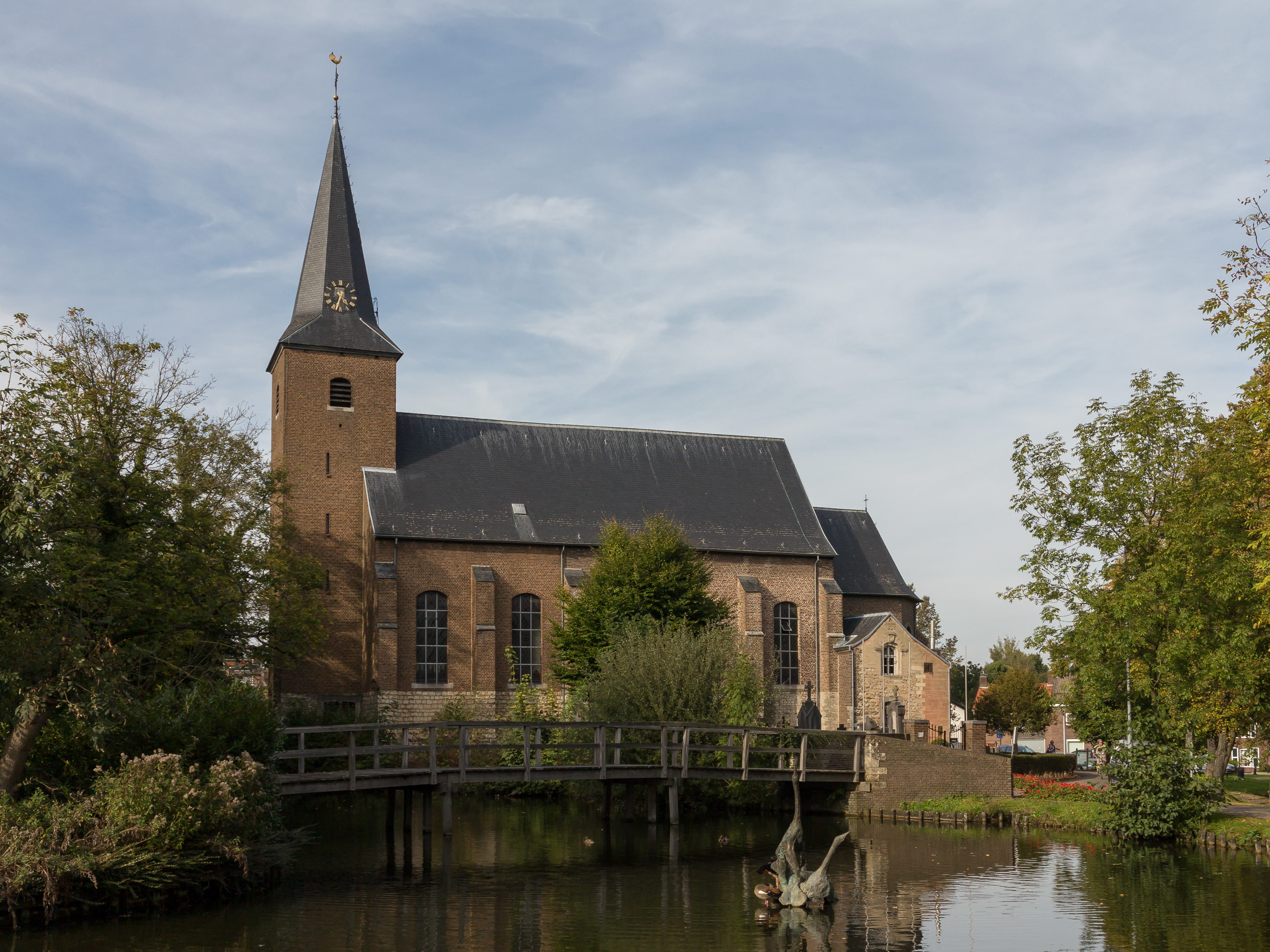
Rooms-katholieke kerk
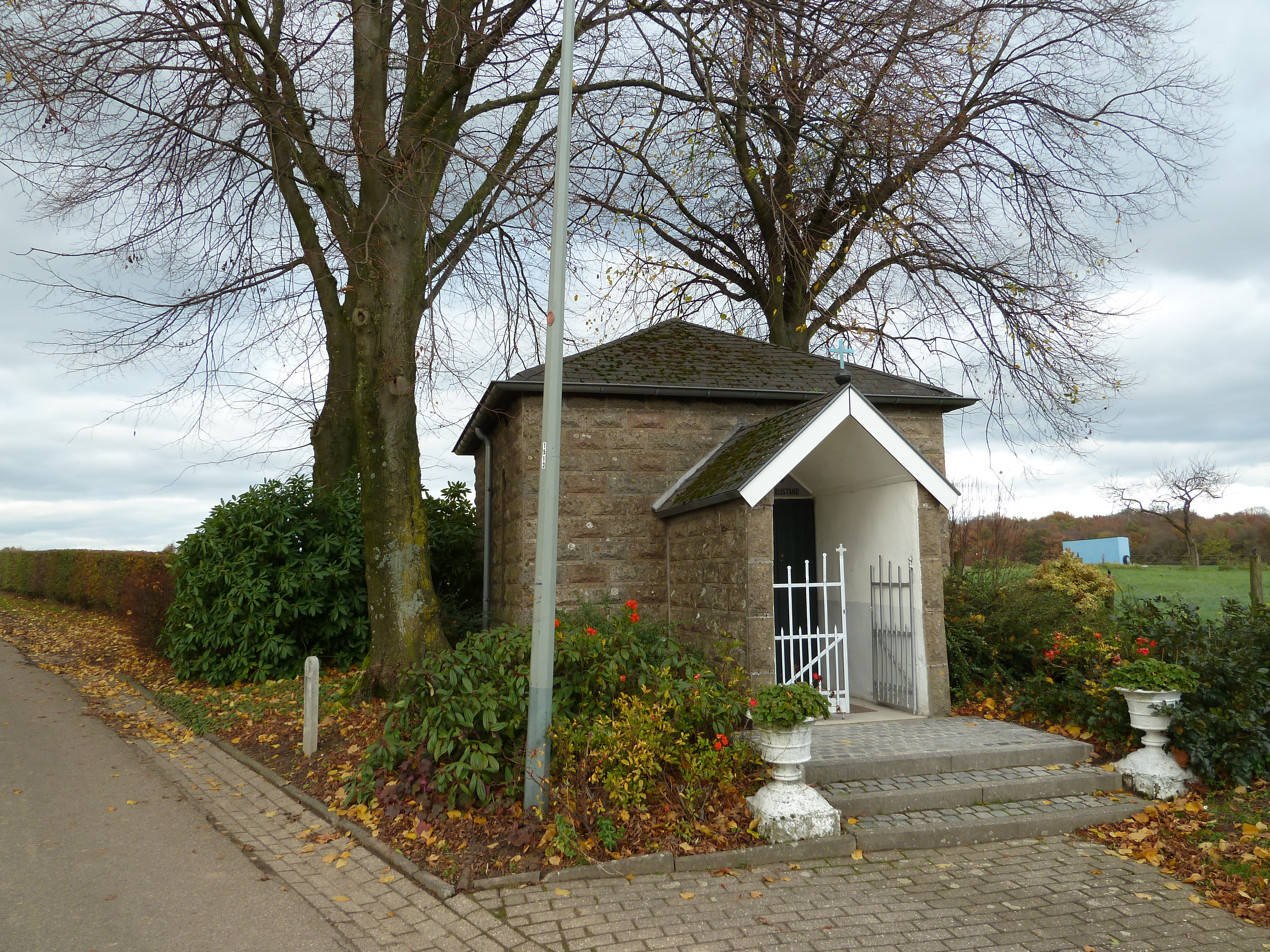
Kapel van Vink
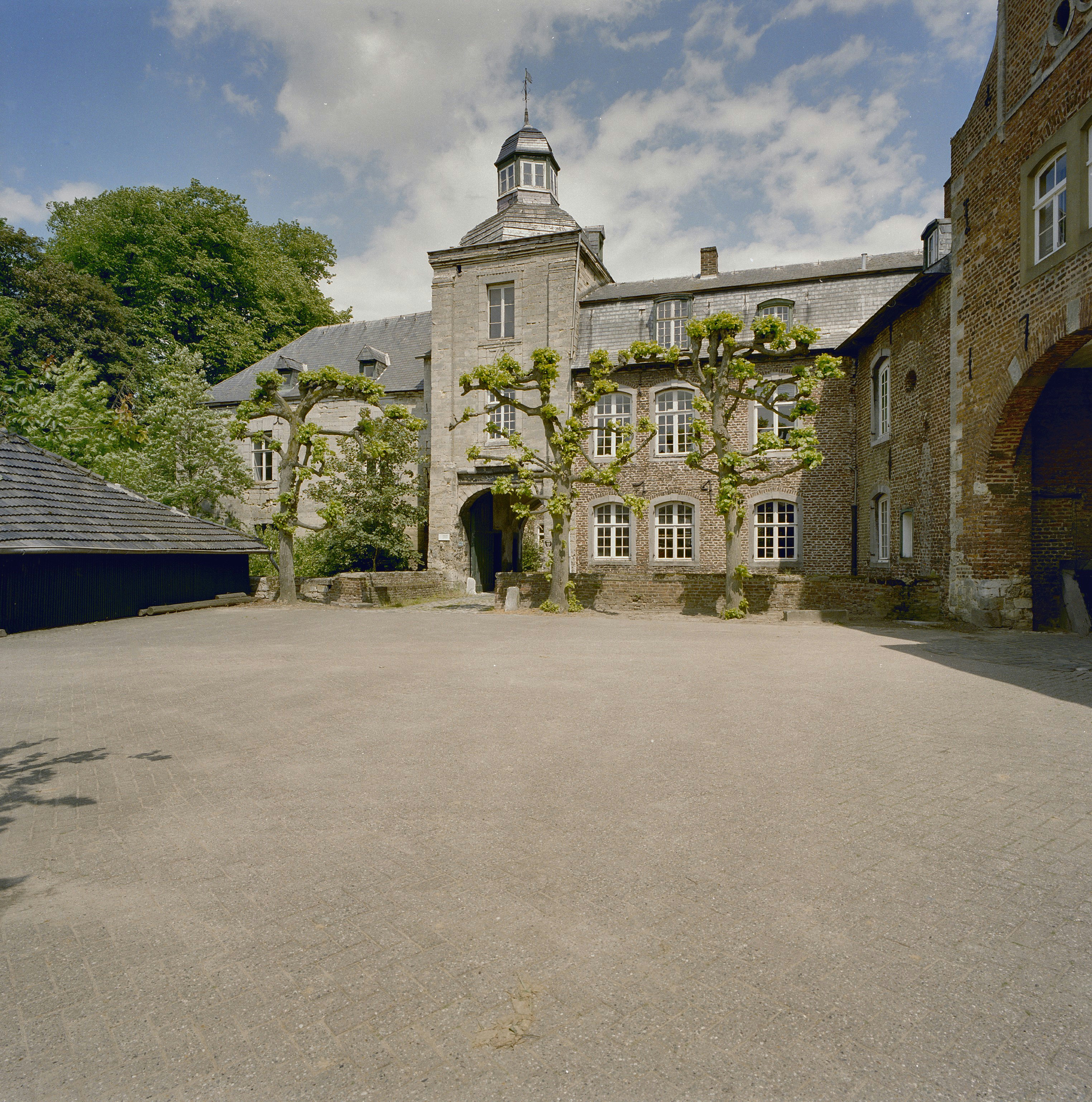
Kasteel Wijnandsrade, Kasteelhoeve, binnenplaats
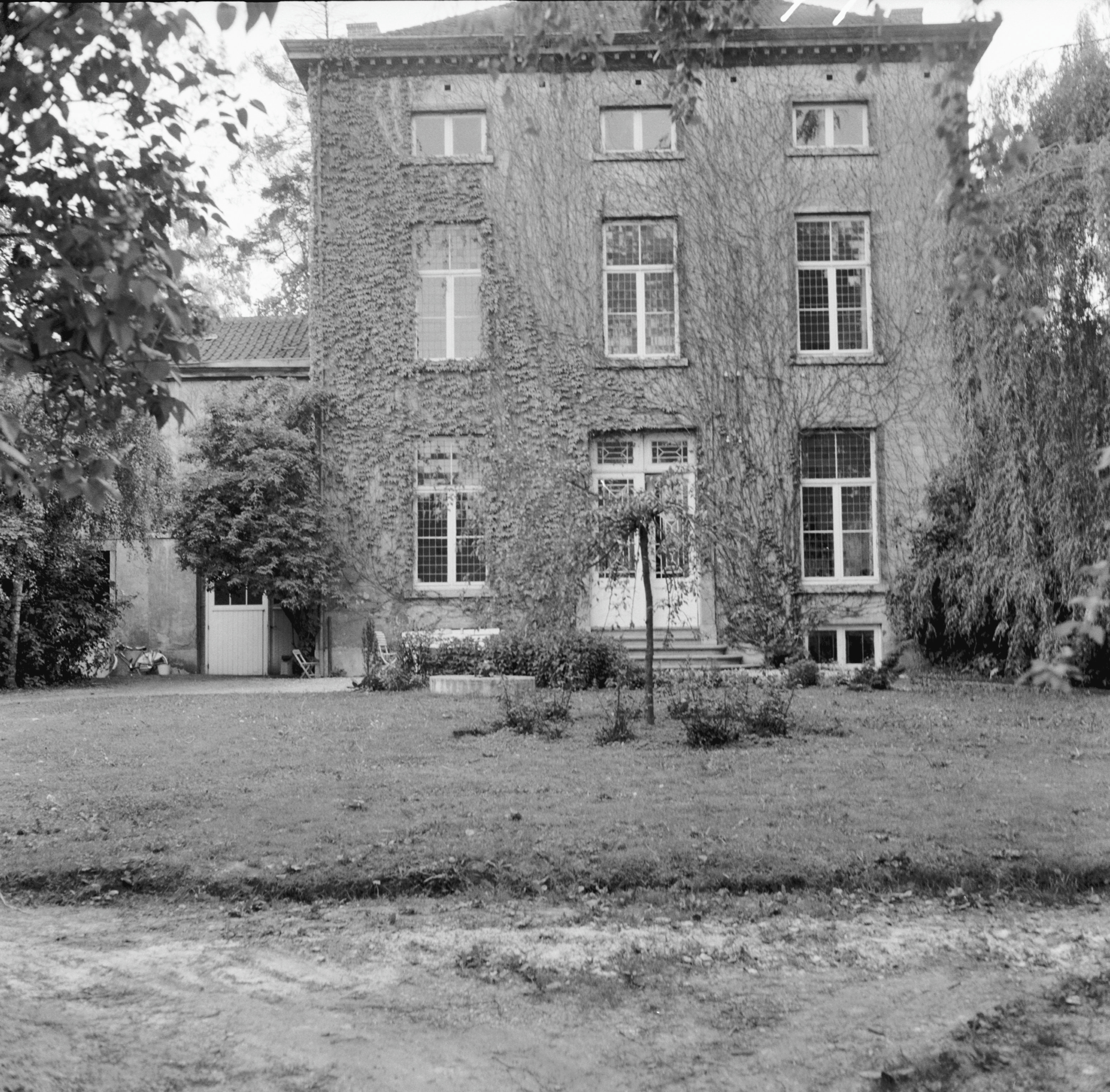
Landhuis behorende bij hoeve Nijthuizen
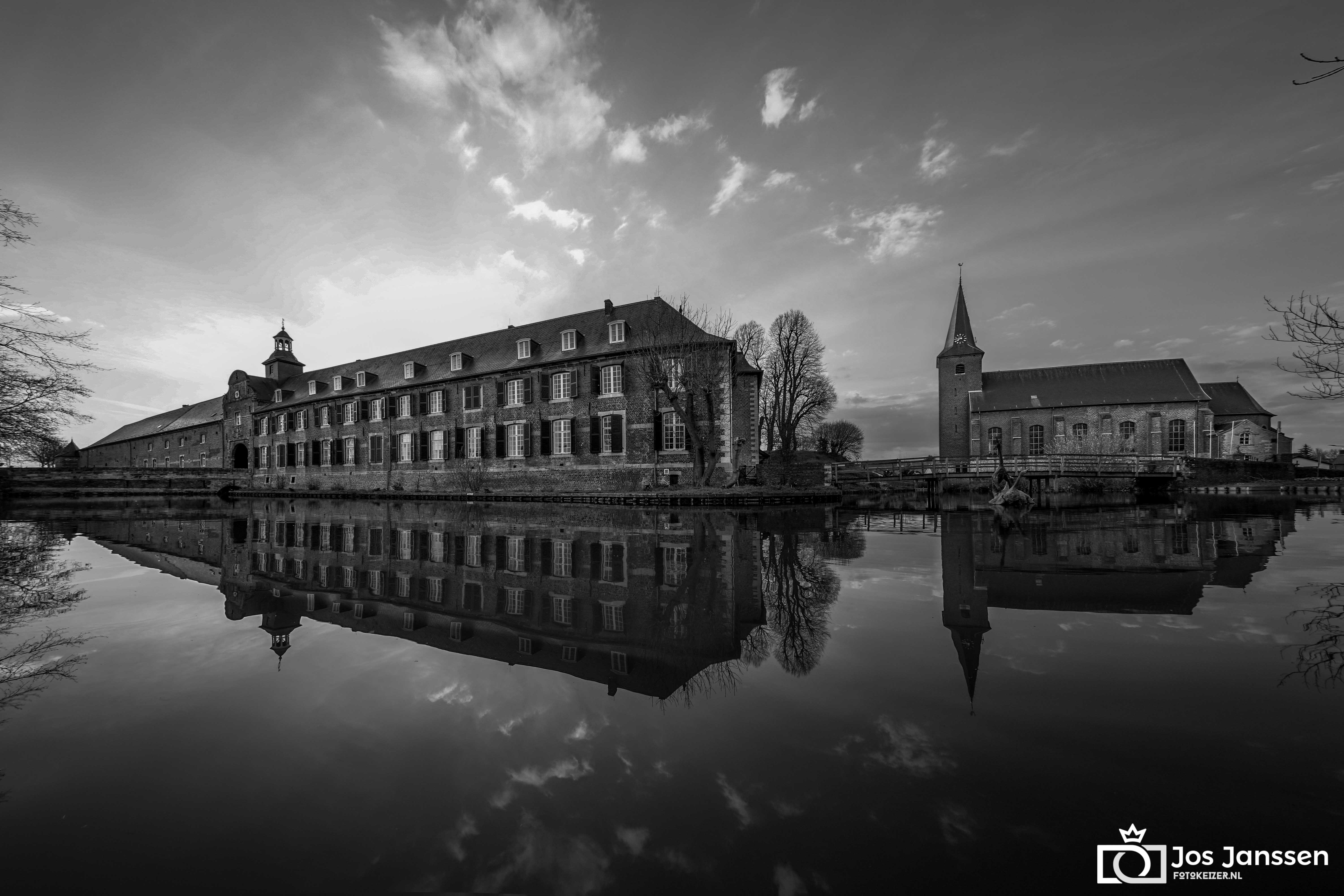
Kasteel en kerk van Wijnandsrade